# Willy Czernik
Willy Czernik, né le 24 janvier 1901 à Dresde et décédé le 6 janvier 1996 à Lämmerspiel, actuellement dans la banlieue de Mühlheim am Main, est un chef d'orchestre, compositeur d'opérettes et de musique de film allemand.

## Biographie
Willy Czernik étudie l'orgue et le piano à Dresde et Leipzig, puis la direction d’orchestre et la composition au Conservatoire de Dresde. De 1926 à 1930, il est l'assistant de Clemens Krauss à l'opéra de Francfort, de 1930 à 1932, chef principal, puis, de 1932 à 1934, directeur musical au théâtre d'État de Brunswick. De 1935 à 1944, Czernik est le chef principal de l'opéra d'État de Dresde. Dans les années 1946-1947, il fonde l'orchestre symphonique de Bamberg. De 1948 à 1953, il dirige les concerts symphoniques à Giessen. De 1956 à 1959, il est directeur de la musique et directeur de l'orchestre symphonique de Wiesbaden. À partir de 1960, il travaille comme compositeur et chef invité indépendant d'orchestres renommés. Sa composition la plus connue est sa tarentelle Chi sa (chantée, entre autres, par Rita Streich et Renate Holm). Son concerto pour violon a été enregistré par Wolfgang Marschner avec l'orchestre de la radio de Cologne sous la direction de Franz Marszalek. Czernik doit une grande partie de sa notoriété comme auteur du thème principal d'une célèbre série télévisée allemande des années 60 : Die Firma Hesselbach.

## Œuvres principales
- Aufzug der Schildbürger, marche
- Der große Coup
- Dresdener Miniaturen, suite
- Ein Künstlerfest, ouverture
- Frauen machen Geschichte, opérette et musique de ballet
- Großstadt bei Nacht, suite en 5 parties
- Johannisfeuer, Ouverture
- Midinette,
- Concertino pour flûte et orchestre
- Huit lieder d'après Paul Verlaine
- Die schöne Carlotti, opérette en un prologue et 3 actes
- Rübezahl, poème symphonique

## Source
- (de) Cet article est partiellement ou en totalité issu de l’article de Wikipédia en allemand intitulé « Willy Czernik » (voir la liste des auteurs).